# Малое Полесье (Украина)
Малое Полесье (укр. Мале Полісся) — местность на севере Львовской, Тернопольской, Хмельницкой и частично на юге Ровненской областей Украины.
Отделено от «большого» Полесья Волынской возвышенностью (в том числе Ровенским плато).
Малое Полесье представляет собой понижение рельефа, преимущественно поросшее лесами. В Малом Полесье много болот, имеются значительные залежи торфа.